# Mormodes ocanae
Mormodes ocanae är en orkidéart som beskrevs av Jean Jules Linden och Heinrich Gustav Reichenbach. Mormodes ocanae ingår i släktet Mormodes och familjen orkidéer.
Artens utbredningsområde är Colombia. Inga underarter finns listade i Catalogue of Life.